# رئيس وزراء كمبوديا
رئيس وزراء مملكة كمبوديا (الخمير: នាយករដ្ឋមន្ត្រី នៃ ព្រះរាជាណាចក្រ កម្ពុជា، الفرنسية: Premier ministre du Royaume du Cambodge) هو رئيس حكومة كمبوديا. ورئيس الوزراء هو أيضا رئيس مجلس الوزراء ويرأس الفرع التنفيذي للحكومة الملكية الكمبودية. رئيس الوزراء هو عضو في البرلمان، ويعين من قبل الملك لمدة خمس سنوات. منذ عام 1945، عمل 36 فرداً كرئيس للوزراء. 32 كرئيس للوزراء الرسميين و 4 بصفتهم ممثلين.
رئيس الوزراء السابق هو هون سين من حزب الشعب الكمبودي. خدم من عام 1985 إلى عام 1993 وكان رئيس الوزراء الثاني من عام 1993 إلى عام 1998. انتخب رئيسا للوزراء في عام 1998، وهو أطول رئيس وزراء في التاريخ الكمبودي.
رئيس الوزراء الحالي هو هون مانيت من حزب الشعب الكمبودي، شغل المنصب منذ 22 أغسطس 2023، خلفاً لوالده هون سين الذي تنحى بعد نحو أربعة عقود في منصبه.